# Huntly Castle
Huntly Castle is een voornamelijk vijftiende- en zestiende-eeuws kasteel in Strathbogie, Huntly, in de Schotse regio Aberdeenshire. Het kasteel was de hoofdzetel van de Gordons. De resten van een twaalfde-eeuwse motte en van een vroeg-vijftiende-eeuwse donjon zijn nog te zien.

## Geschiedenis

### Fife of Strathbogie
Graaf Duncan II van Fife verkreeg in de twaalfde eeuw het gebied van Strathbogie voor zijn bewezen diensten aan Willem I van Schotland en bouwde er een motte. In 1204 erfde zijn derde zoon, David de Strathbogie, deze noordelijke landerijen en maakte er zijn hoofdzetel van. Zijn kleinzoon David verkreeg in 1264 het graafschap Atholl. Hij stierf in 1270 in Tunis tijdens de kruistocht van Lodewijk IX van Frankrijk. John de Strathbogie, die hem opvolgde, werd voor zijn steun aan Robert the Bruce in Londen geëxecuteerd in 1306 door Eduard I van Engeland.
De nieuwe graaf van Atholl, David de Strathbogie, keerde zich tegen Robert the Bruce in 1314, net toen deze zijn belangrijkste overwinning boekte in de Slag om Bannockburn. David verloor zijn landerijen en titels. Robert the Bruce gaf Strathbogie aan Adam Gordon de Huntly, in Berwickshire.

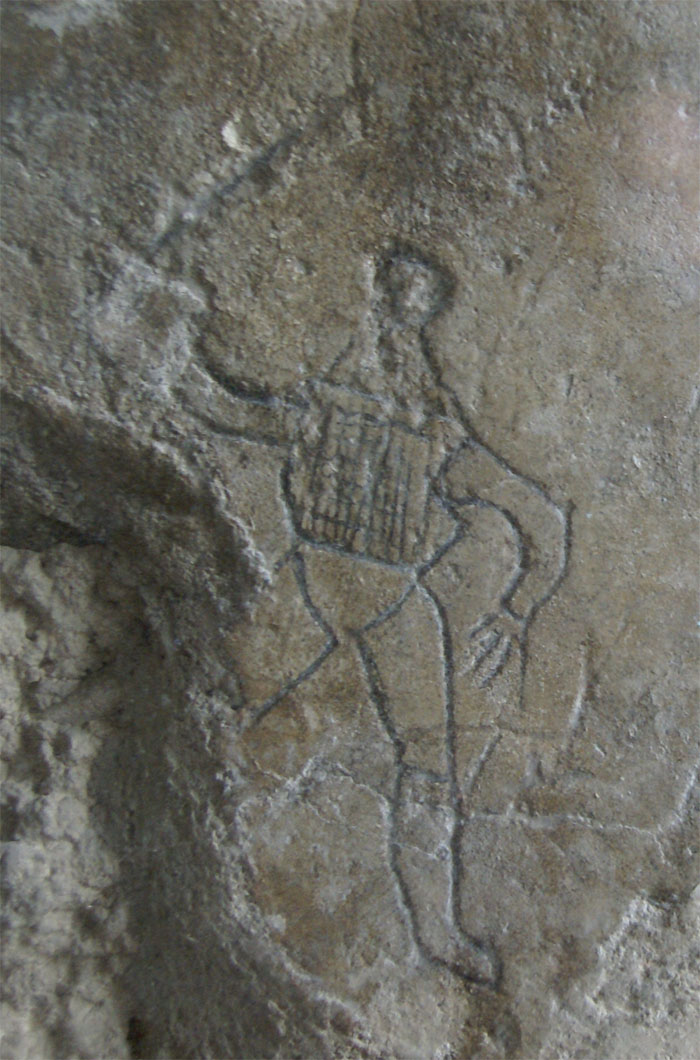
Huntly Castle: graffiti in de paleiskelder, een man met een zwaard

### Gordon
In 1408 stierf John Gordon, de laatste mannelijke erfgenaam van de Gordons, zoon van Adam. Hij werd opgevolgd door zijn zuster Elisabeth, die in hetzelfde jaar Alexander Seton huwde. Hij werd rond 1437 tot Lord Gordon benoemd door Jacobus I van Schotland. Hij bouwde een donjon in het oude kasteel en verving daarbij de originele motte.
Rond 1445 werd Alexander Seton, de tweede Lord Gordon, benoemd tot Graaf van Gordon. Hij wist eveneens de landgoederen uit te breiden met het gebied Badenach inclusief Ruthven Castle. Rond 1457 veranderde hij de familienaam van Seton in Gordon.
Alexander steunde Jacobus II van Schotland in zijn conflict tegen de Black Douglases. In 1452 versloeg hij de graaf Douglas van Crawford bij Brechin. In dezelfde tijd viel Archibald Douglas, graaf van Moray, Huntly Castle aan en stak het in brand. Alexander achtervolgde de graaf van Moray en nam wraak op de bewoners van Elgin. De graaf van Moray stierf in de strijd in 1455, waarmee de macht van de Douglases min of meer verdween. Alexander nam de Douglas kastelen van Darnaway en Lochindorb in. Met de macht van de Douglases gebroken, werd de graaf van Huntly de grootste macht in het noorden. Huntly Castle werd herbouwd. Het nieuwe gebouw werd afgebouwd door zijn zoon George, de tweede graaf van Gordon, nadat de eerste graaf in 1470 was overleden. De tombe van de eerste graaf van Huntly bevindt zich in Elgin Cathedral.
In 1506 mocht Alexander, de derde graaf van Gordon, van Jacobus IV van Schotland de naam van zijn residentie van Strathbogie in Huntly veranderen.
George Gordon, de vierde graaf, was lord chancellor en via zijn moeder, die een natuurlijke dochter van Jacobus IV was, een neef van Jacobus V van Schotland. George Gordon was machtig en rijk; hij richtte zijn kasteel geheel opnieuw in. De macht en rijkdom wekte afgunst op en was onder de regering van Maria I van Schotland dat er een reden werd gevonden om de Gordons aan te pakken. De reformatie van 1560 had geleid tot de Reformation Act die de katholieke mis verbood. De katholieke Maria I moest de Gordons aanpakken om te laten zien aan de protestantse lords dat ze het koninklijk gezag niet liet ondermijnen en katholieken niet bevooroordeelde.
In oktober 1562 nam het koninklijke leger Gordon gevangen in Corrichie, 38 kilometer ten zuidoosten van Huntly Castle. Hij maakte even later een dodelijke val van zijn paard. Zijn lichaam werd voor de rechtbank in Edinburgh gebracht en hij werd schuldig bevonden aan hoogverraad. Zijn kasteel werd geplunderd.
In 1562 werden landen en titels toegewezen aan George Gordon, die de vijfde graaf werd. Hij bleef loyaal aan Maria I van Schotland tijdens de burgeroorlog die eindigde met haar vlucht naar Engeland in 1568. Hij stierf op Huntly Castle in 1576.
George, de zesde graaf, had zijn tienerjaren in Frankrijk doorgebracht, onder andere aan het hof van Hendrik III van Frankrijk. Hij was een favoriet van Jacobus VI van Schotland, maar dat kon niet voorkomen, dat hij in 1594 actie ondernam tegen hem ten gevolge van samenzweringen tegen de troon. George vluchtte naar Frankrijk en Jacobus VI liet Huntly Castle neerhalen.

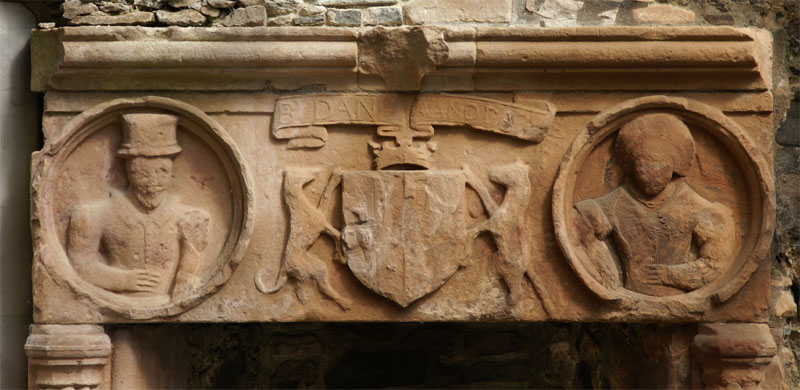
Huntly Castle: detail van de haard in de grote kamer van de markiezin met afbeeldingen van George Gordon en Henrietta Stewart

De zesde graaf was weer bevriend met Jacobus VI vanaf 1597. Ondanks zijn belofte tegen het katholicisme, bleef hij dit aanhangen. Dit leidde in 1608 tot excommunicatie en gevangenschap voor het houden van missen in zijn residentie. In 1599 werd hij door de koning verheven tot markies van Huntly en begon hij zijn residentie te herstellen. Zijn zoon George, de tweede markies, zette het bouwprogramma van zijn vader voort. Hij was een fervent aanhanger van Karel I tijdens verschillende burgeroorlogen. In 1640 bezetten de Covenanters Huntly Castle onder leiding van generaal Robert Munro. Het was kapitein James Wallace, die veel van de versieringen, die hem te pauselijk aandeden, liet vernietigen. In 1644 was het kasteel in handen van de hertog van Montrose en in 1647 verdedigde Lord Charles Gordon het kasteel tegen generaal Leslie; hij werd echter belegerd en was verplicht zich over te geven door voedseltekort. Zijn mannen werden opgehangen en hij werd onthoofd. De tweede markies van Huntly verloor zijn hoofd op het schavot van de Covenanters in 1649.
Tijdens de Jacobitische opstand van 1745 waren er in het kasteel regeringstroepen gelegerd. Het kasteel was toen al niet meer in gebruik als residentie.
In 1923 gaf de Hertog van Richmond en Gordon Huntly Castle in staatsbeheer.

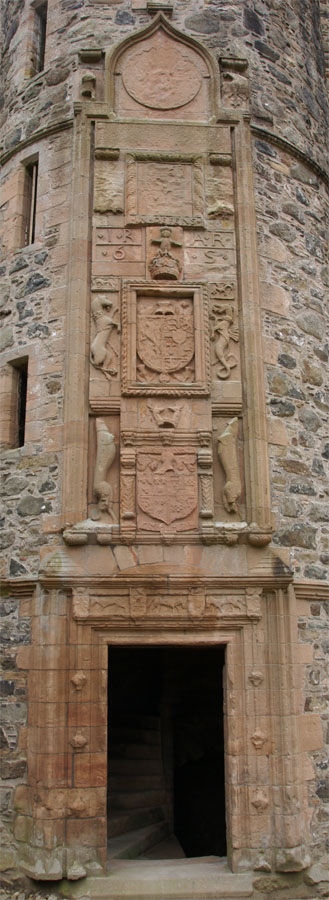
Huntly Castle: frontispiece

## Bouw

### Motte en donjon
In de twaalfde eeuw bouwde graaf Duncan II van Fife een (houten) motte kasteel. De aardwerken met een diameter van 24 meter ten westen van het huidige kasteel zijn nog te zien.
In de eerste helft van de vijftiende eeuw bouwde Alexander Seton, Lord Gordon, een donjon. Samen met de bijgebouwen zoals bijvoorbeeld een brouwerij en een bakhuis vormde deze een L-vormige plattegrond.

### Herinrichting
Na 1452 herbouwde de eerste graaf Gordon het kasteel; het nieuwe gebouw werd later geïncorporeerd in de kelders van het paleis. In deze kelders is graffiti te zien: teksten, ridders en schepen, wellicht gemaakt door bedienden of hun kinderen.
Rond 1600 werd het paleis heringericht: versierde haarden (eentje uit 1606), decoratieve oriel ramen en een inscriptie aan de voorzijde van de bovenste verdieping van het paleis. De inscriptie luidt: George Gordon First Marquis of Huntlie 16 boven Henriette Stewart Marquesse of Huntlie 02 (George Gordon, eerste Markies van Huntly / Henriette Stewart, Markiezin van Huntly). De getallen verwijzen naar het jaar 1602, toen de versiering werd verwezenlijkt.

### Frontispiece
In dezelfde tijd werd ook het zogenaamde frontispiece (voorstuk) toegevoegd boven de hoofdingang van het paleis vanuit de binnenplaats. Dit voorstuk is uniek voor Groot-Brittannië. De ingang zelf was versierd met groteske dieren en heraldische symbolen. Direct boven de ingang bevinden zich de wapens van de markies en markiezin. Daarboven zijn de wapens van Jacobus VI van Schotland en Anna van Denemarken aangebracht. Daarboven bevinden zich twee panelen die ooit de Passie van Christus, Wederkomst van Christus en de Arma Christi, de wapens van Christus (onder andere een doorstoken hart, handen en voeten) toonden. Het ronde panel aan de top toonde ooit de verrezen Christus. De compositie was bekroond met de aartsengel Michaël die op de dag van het Laatste Oordeel satan verslaat. De symboliek van het frontispiece verwees naar de loyaliteit van Gordons aan de monarchie en aan God. Om zo openlijk uit te komen voor zijn katholieke geloof was een gevaarlijke zaak in het post-reformatorische Schotland. In 1640 werden de geloofsvoorstellingen vernietigd door Covenanters die Huntly Castle bezetten.
De tweede markies van Huntly voegde onder andere een loggia toe aan het kasteel, waar enkel de fundamenten van over zijn. Loggia's zijn vrij zeldzaam in Schotland; Castle Campbell heeft er ook een.

## Beheer
Huntly Castle wordt sinds 1923 beheerd door Historic Environment Scotland.